# Viola epipsiloides
Viola epipsiloides là một loài thực vật có hoa trong họ Hoa tím. Loài này được Á.Löve & D.Löve miêu tả khoa học đầu tiên năm 1975 publ. 1976.